# Liberia (Costa Rica)
Liberia é uma cidade da Costa Rica, capital da província de Guanacaste. Está localizada a 4 horas  e meia de Ônibus de San José. Possui aproximadamente 53.381 habitantes. 

## História
Liberia foi fundada como uma capela, sem qualquer ato legal ou formal de fundação, em 04 de setembro de 1769. Localizada em um lugar estratégico, onde as estradas conhecidas nos municípios de Rivas, Bagaces e Nicoya cruzam. A capela foi usada principalmente como um local de descanso para os viajantes. As árvores gigantes da região, popularmente chamadas de "guanacastes" (Enterolobium ciclocarpum) sombreada para os viajantes e as horas extraordinárias e do gado na área, que se tornou conhecido como guanacaste para aquela vila.
O acordo entre si compartilham uma história comum de Nicarágua e Costa Rica. Em 1812 as cortes de Cadiz criou as províncias de Nicarágua e Costa Rica. Ambos os paises conquistaram a independência da Espanha em 15 de setembro de 1821, após a derrota da Espanha na Guerra da Independência do México.
Após o Primeiro Império Mexicano com breve duração (1821-1823), Costa Rica (que foi considerada a menor província na época)tornou-se parte da República Federal recém criada da América Central em 1823.
O Partido de Nicoya serviu como uma unidade administrativa para a República Federal da América Central. O partido compõe a maior parte do território que é hoje a província de Guanacaste, Costa Rica. A maior parte da área, tais como assentamentos de Nicoya e Santa Cruz, entrou laços econômicos território costarriquenho ea crescente porto de Puntarenas. Enquanto isso, a liquidação de Guanacaste (Libéria moderna hoje), realizada estreitamento dos laços económicos para o território da Nicarágua, como a cidade de Rivas.
Sob a liderança do povo de Nicoya e Santa Cruz, Nicoya partido votou para anexar à Costa Rica em 25 de julho de 1824 O povo de Guanacaste escolheu permanecer parte da Nicarágua em 1824 Em 1826, após anos de conflito, o Congresso da República Federal da Central acrescentou Guanacaste (Libéria hoje) para Costa Rica.
O povo de Guanacaste cresceu em importância e, gradualmente, alcançou a cidade de Nicoya como o assentamento mais importante na área. A 23 de julho de 1831, a liquidação de Guanacaste foi dado o título de Villa de Guanacaste. Apenas alguns anos mais tarde, em 03 de setembro de 1836 foi dado o nome de Cidade de Guanacaste.
Em 1838, depois de a República Federal da América Central começou a se dissolver, Costa Rica formalmente retirou e proclamou-se soberano. Em 7 de dezembro de 1848 Costa Rica dividiu seu país em províncias, municípios e distritos. território englobando Nicoya, Bagaces, Santa Cruz, Guanacaste (Libéria) e Cañas tornou-se parte da província recém-formado de Guanacaste.
A 30 de maio de 1854, um decreto do governo mudou o nome da cidade de Guanacaste para a cidade de Liberia. O nome da província de Guanacaste Moracia foi mudado em homenagem ao então presidente da Costa Rica Juan Rafael Mora Porras.
Em agosto de 1859, Juan Rafael Mora Porras foi derrubado por um golpe orquestrado por Dr. José María Montealegre. A 20 de junho de 1860, durante a administração do novo presidente da Costa Rica Dr. José María Montealegre, o nome da província foi alterado novamente para o Moracia Guanacaste final. Cidade Montealegre manteve o nome da Libéria, mas achei que era incapaz de segurar uma província em nome de um inimigo político.
A importância da Libéria continuou a crescer e tornou-se um importante centro para a agricultura e pecuária. Construindo a Auto-estrada americana aunmento ainda mais a importância da Libéria e contribuído para o crescimento do comércio dentro e fora da cidade. No final do século XX, a Libéria se tornou um importante ponto de parada para turistas que viajam para as praias da costa do Pacífico de Guanacaste.
Hoje, Libéria e Guanacaste aceito 25 de julho de 1824 como a data de sua anexação a Costa Rica.
Libéria é muitas vezes chamado por seus habitantes a "Cidade Branca" por causa do cascalho branco, uma vez usado para construir as ruas da cidade e casas coloniais brancas coloniais que já habitaram grande parte da cidade. O rio Libéria com o mesmo nome que a cidade, e é o principal curso de água na província de Guanacaste.

## Economia e turismo
Libéria é local de uma exposição que acontece todo o mês de julho, celebrando a anexação da Província de Guanacaste ocorrida em 25 de julho de 1824.
Libéria é o maior centro regional do noroeste da Costa Rica. O centro da cidade possui uma igreja moderna. Como muitas populações da Costa Rica, na frente dele é um parque cercado por lojas e restaurantes.
Entre as atrações da cidade é filho africano, um parque safari estilo africano. Base para 4km ao sul da cidade; Museu Sabanero, localizado no centro da cidade e na parte central da cidade, incluindo os edifícios do século XIX.
O Aeroporto Internacional Quiros está localizado seis quilômetros a oeste da cidade, seguindo pela estrada de Nicoya.
O Parque Nacional Rincón de la Vieja está localizado a nordeste de Liberia. Ele tem águas termais, potes de barro e inúmeras cachoeiras e rios que podem ser encontrados ao longo de muitos quilômetros nos caminhos do parque.
Há nesta cidade o único centro de compras na região do Pacífico, o Centro Plaza Mall Liberia.
Há também fontes termais localizadas a sudeste de Liberia, ao longo das encostas ocidentais do vulcão Miravalles.
- Latitude: 10° 37' 60" Norte
- Longitude: 85° 25' 60" Oeste
- Altitude: 175 metros